# Manuel Comnène (frère d'Alexis Ier Comnène)
Pour les articles homonymes, voir Manuel Comnène.
Manuel Comnène est le fils d'Anne Dalassène et de Jean Comnène. Il est aussi le neveu d'Isaac Comnène et le frère aîné d'Alexis Ier. Il occupe des fonctions militaires importantes jusqu'à sa mort

## Origine et mariage
Manuel Comnène était le fils aîné de Jean Comnène et de son épouse Anne Dalassène. La date de sa naissance est inconnue, mais il est décrit comme un jeune homme en 1068, ce qui suggère une naissance vers 1045. Il reçut son prénom de son grand-père, Manuel Erotikos Comnène. Enfant, comme c'était l'usage dans l'aristocratie byzantine, Manuel fut formé à l'art de la guerre par son père, alors domestique des Scholes (commandant en chef de l’armée de campagne d’Orient).
En 1057, son oncle Isaac Ier Comnène devint empereur, mais abdiqua en 1059, laissant le trône à Constantin X Doukas (r. 1059–1067), après que le père de Manuel eut refusé la couronne. Anne Dalassène, l'épouse de Jean, ne pardonna pas cette décision à son mari et développa une profonde hostilité envers la famille Doukas. Après la mort de Jean en 1067, elle commença à conspirer contre les Doukas, avec pour objectif ultime de placer un de ses fils sur le trône. Elle soutint donc l’accession au pouvoir de Romain IV Diogène (r. 1068–1071), et peu après, elle maria Manuel et sa sœur Théodora à des parents du nouvel empereur, scellant ainsi une alliance politique.
En 1068, Manuel détenait la haute dignité de protoproèdre, et à l’occasion de son mariage, Romain IV le promut à la dignité de curopalate. Le couple eut au moins une fille, probablement prénommée Anne, en hommage à la mère de Manuel.

## Carrière militaire
L’empereur conféra également à Manuel la dignité militaire de protostrator, une charge qui, à cette époque, avait acquis une telle importance qu’elle n’était attribuée qu’à des personnalités de très haut rang social. Manuel fut également nommé stratège autocrator (commandant suprême) de l’armée de campagne d’Orient ; toutefois, contrairement à son père, il ne semble pas avoir exercé simultanément la fonction de domestique des Scholes. À ce poste, Manuel affronta les incursions des Turcs seldjoukides en Asie Mineure orientale. En 1070, lors d’un engagement, il s’avança imprudemment jusqu’au camp ennemi et, après un rude combat, fut capturé. Sa capture entraîna la défaite de son armée ainsi que la prise de ses deux lieutenants et beaux-frères, Michel Taronitès et Nicéphore Mélissène.
Conduit devant le chef turc, un certain Chrysoskoulos, Manuel réussit à enflammer son ambition et à le convaincre de se révolter contre son suzerain, le sultan Alp Arslan (r. 1063–1072). Chrysoskoulos accompagna effectivement ses prisonniers à Constantinople, où Romain IV les reçut avec tous les honneurs.
Au printemps 1071, Manuel et Chrysoskoulos menèrent une campagne commune contre les Seldjoukides, mais en Bithynie, Manuel tomba gravement malade à la suite d’une infection de l’oreille. Sa mère se précipita à son chevet au monastère de la Théotokos d’Alypos sur le mont Azalas, mais arriva à temps juste pour qu’il lui fasse ses adieux avant de mourir. Selon le typikon du début du XIIe siècle du monastère du Christ-Philanthrope, fondé par l’impératrice Irène Doukaina, épouse d’Alexis Ier Comnène (r. 1081–1118), frère cadet de Manuel, Manuel mourut le 17 avril, jour où il est commémoré. Dans ce typikon, il est mentionné avec le titre de sébaste, l’un des titres les plus prestigieux de la cour byzantine à l’époque de sa rédaction, mais il s’agit d’un anachronisme reflétant la pratique postérieure.